# Top DVDs Brasil
ABPD Top DVDs (anteriormente DVD - TOP 20 Semanal ABPD ou TOP DVD 20) é a parada oficial de vendas de DVDs do Brasil, feito pela Pro-Música Brasil, e as pesquisas são feitas pela Nielsen. Assim como o Ranking ABPD TOP CD, essa parada é fornecida semanalmente pelo "Portal Sucesso!".

## Histórico
A ABPD - Associação Brasileira dos Produtores de Discos, foi fundada em abril de 1958. Como entidade representante das gravadoras, seu objetivo é conciliar os interesses destas organizações com os de autores, interpretes, músicos, produtores e editores musicais, além de defender coletiva e institucionalmente os direitos e interesses comuns de seus associados, combater à pirataria musical e promover levantamentos estatísticos e pesquisas de mercado.
A ABPD é filiada a IFPI (International Federation of the Phonographic Industry) - Federação Internacional da Indústria Fonográfica, que agrega cerca de 1.400 gravadoras em 76 países.
A Associação também é responsável por pesquisas de mercado, dados estatísticos e de vendagens do setor fonográfico no Brasil e pela emissão dos certificados que autorizam as gravadoras a premiar intérpretes com "discos especiais" (Discos de Ouro, Platina e Diamante), em decorrência de grandes volumes vendidos.
A parada da ABPD, começou a ser publicada no final de junho de 2009, com Top 10 de CD e de DVD, que em primeiro lugar apareciam a coletânea da novela Paraíso e o álbum ao vivo de Fábio de Melo "Eu e o Tempo". Semanas depois em Julho de 2009, a ABPD parou de pesquisar as vendas em DVD e passou a somente nos CD. Em 17 de agosto do mesmo ano, a Nielsen começou a publicar os 20 mais vendidos do Brasil desde então.
O prêmio maior conquistado no país, anteriormente, foi o "Diamante Quíntuplo", conquistado apenas por Ivete Sangalo em 2004 com o DVD MTV Ao Vivo e pela Banda Calypso em 2006 com o DVD Calypso Pelo Brasil, mas foi ultrapassado pela Adele em 2014 com o DVD Live at the Royal Albert Hall, recebendo com o prêmio de "Diamante Sêxtuplo", a maior certificação atualmente no Brasil.

## DVDs mais vendidos por ano
| Ano  | DVD                                                       | Artista                 | Gravadora       | Certificação | Ref.   |
| ---- | --------------------------------------------------------- | ----------------------- | --------------- | ------------ | ------ |
| 2002 | Xuxa só para baixinhos 3                                  | Xuxa                    | Som Livre       | 2x Platina   | [ 9 ]  |
| 2003 | The Beatles Anthology                                     | The Beatles             | EMI Music       |              | [ 10 ] |
| 2004 | MTV ao Vivo                                               | Ivete Sangalo           | Universal Music | 5× Diamante  | [ 11 ] |
| 2005 | Na Amazônia                                               | Banda Calypso           | Independente    | 3× Diamante  | [ 12 ] |
| 2006 | Pelo Brasil                                               | Banda Calypso           | Independente    | 5× Diamante  |        |
| 2007 | Multishow ao Vivo: Ivete no Maracanã                      | Ivete Sangalo           | Universal Music | 2× Diamante  | [ 13 ] |
| 2008 | Paz Sim, Violência Não (Volume 1)                         | Padre Marcelo Rossi     | Sony Music      | 2× Platina   | [ 14 ] |
| 2009 | XSPB (Volume 1 ao 8)                                      | Xuxa                    | Som Livre       |              | [ 15 ] |
| 2010 | Multishow ao Vivo: Ivete Sangalo no Madison Square Garden | Ivete Sangalo           | Universal Music | Diamante     | [ 16 ] |
| 2011 | Paula Fernandes: Ao Vivo                                  | Paula Fernandes         | Universal Music | 3× Diamante  | [ 17 ] |
| 2012 | Live at the Royal Albert Hall                             | Adele                   | Sony Music      | 6× Diamante  | [ 18 ] |
| 2013 | A Turma do Balão Mágico                                   | A Turma do Balão Mágico | Sony Music      |              | [ 19 ] |
| 2014 | Galinha Pintadinha 4                                      | Galinha Pintadinha      | Som Livre       | Platina      | [ 20 ] |
| 2015 | Quando Deus Quer, Ninguém Segura                          | Padre Alessandro Campos | Som Livre       |              | [ 21 ] |